# Denys Harmaš

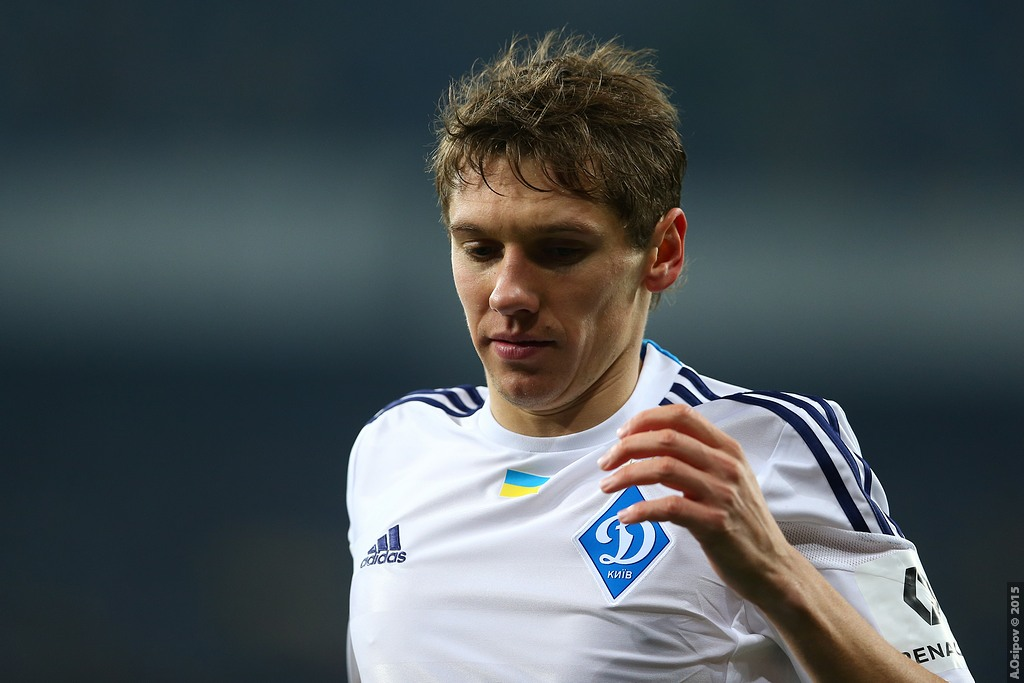
Denys Harmaš (2015)

Denys Viktorovyč Harmaš (ukrajinsky Денис Вікторович Гармаш, * 19. dubna 1990, Milove, Ukrajinská SSR, SSSR) je ukrajinský fotbalový záložník a reprezentant, v současné době hráč ukrajinského klubu FK Dynamo Kyjev.
S týmem FK Dynamo Kyjev vyhrál 2× ukrajinskou Premjer-lihu, 2× ukrajinský fotbalový pohár a 1× ukrajinský Superpohár.

## Klubová kariéra
- LVUFK Luhansk (mládež)
- RVUFK Kyjev (mládež)
- FK Dynamo Kyjev 2007–

## Reprezentační kariéra
Nastupoval za ukrajinské mládežnické reprezentace včetně U21.
V A-mužstvu Ukrajiny debutoval 7. 10. 2011 v přátelském zápase v Kyjevě proti reprezentaci Bulharska (výhra 3:0).

### EURO 2012
Zúčastnil se domácího Mistrovství Evropy ve fotbale 2012, které Ukrajina pořádala společně s Polskem. Odehrál na turnaji jediný zápas 19. června – porážka 0:1 s Anglií. Ukrajinské mužstvo skončilo se třemi body na nepostupové třetí příčce základní skupiny D.

### EURO 2016
Trenér Mychajlo Fomenko jej zařadil do závěrečné 23členné nominace na EURO 2016 ve Francii.